# Eduardo Mingas
Eduardo Mingas, né le 29 janvier 1979 à Luanda, en Angola, est un joueur angolais de basket-ball, évoluant au poste d'ailier fort. 

## Palmarès
- Champion d'Afrique 2005, 2007, 2009, 2013
- Champion d'Afrique 2e 2011
- Médaille d'or aux Jeux africains de 2003